# شبیه‌ساز کامیون آمریکایی
شبیه‌ساز کامیون آمریکایی (به انگلیسی: American Truck Simulator) که اغلب آن را با نام آمریکن‌تراک می‌شناسند، بازی ویدئویی در سبک شبیه‌سازی کامیون‌های آمریکایی است که توسط شرکت نرم‌افزاری اس‌سی‌اس ساخته شده و توسعه یافته، اولین نسخه آن در سال ۲۰۱۶ منتشر شده‌است. این بازی برگرفته از بازی شبیه‌ساز کامیون اروپا ۲ (محصول همین شرکت) است.
این بازی فقط مخصوص کشنده (کامیون)‌های امریکایی است اما با نصب مود می‌توان با کامیون‌های کشورهای دیگر نیز در این بازی رانندگی کرد.
این بازی را می‌توان از طریق لوح فشرده یا بارگیری از اینترنت نصب و اجرا کرد.

## کامیون‌های موجود
- Kenworth W900

- Kenworth T680

- Kenworth T680 Next Gen

- Peterbilt 579

- Peterbilt 389

- Volvo VNL

- Volvo VNL 860

- International Lone Star

- International Lt

- International 9900i

- Mack Anthem

- Western Star 49X

- Western Star 57X

- Western star 5700XE

- Freightliner Cascadia

## ایالت‌های موجود

نقشه ایالات متحده آمریکا که ایالت‌های موجود در بازی را نشان می دهد.
موجود
در دست ساخت
موجود نیست

- Arizona

- New Mexico

- Wyoming

- California

- Nevada

- Oregon

- Washington

- Utah

- Idaho

- Colorado

- Montana

- Texas

- Oklahoma
- Kansas

## روند بازی
گیم‌پلی این بازی در ایالت‌های کشور ایالات متحده آمریکا می‌باشد. نقشه این بازی شامل ایالت‌های کالیفرنیا و نوادا و آریزونا و نیومکزیکو و اورگن و واشینگتن (ایالت) و یوتا است و به تازگی ایالت آیداهو نیز به نقشه بازی اضافه شده‌است. با این حال شما می‌توانید با بارگیری مود نقشه ایالت‌های بیشتری به بازی اضافه کرده و در آنها رانندگی کنید. تقریباً هر سال یک ایالت توسط شرکت اس‌سی‌اس به بازی اضافه می‌شود.
این بازی در سبک بازی‌های جهان باز بوده و فاقد گیم پلی خطی می‌باشد و این باعث می‌شود که بازیکن بتواند به هر شهر یا ایالتی که دوست داشته باشد سفر کند و بار ببرد. بازیکن می‌تواند در این بازی تریلر شخصی خود را بخرد و بارهای مخصوص به آن را بارگیری و تحویل دهد. در این بازی اگر بازیکن با کمبود پول برای خرید کامیون، تریلر و یا گاراژ مواجه شد می‌تواند از بانک بازی وام دریافت کند و با آن پول آیتم‌های مورد نظر خود را خریداری نماید. همچین با خرید گاراژ یا ارتقای آن و خریدن کامیون برای آن گاراژ و استخدام کردن راننده برای آن کامیون‌ها پول بیشتری جمع‌آوری کند و امپراتوری حمل و نقل خود را در ایالات متحده گسترش دهد. این بازی بسیار جذاب و آرامش بخش است و با گرافیک و جلوه‌های صوتی منحصر به فرد و خیره کننده ای که دارد حس آرامش و لذت خاصی را به بازیکن می‌دهد و بازیکن تجربه لذت بخشی از رانندگی با کامیون‌های آمریکایی خواهد داشت.
این بازی دارای بخش مود می‌باشد که بازیکنان می‌توانند از طریق وبگاه‌هایی که مودهای این بازی را ارائه می‌دهند مودهای دلخواهشان را بارگیری کرده و فعال نمایند. (انواع مودها مثل انواع برندهای کشنده و تریلر، مود آب و هوا، مود ترافیک و…)

## بروزرسانی منظم
پس از معرفی نسخه دوم از مجموعه شبیه‌ساز کامیون اروپا و شبیه‌ساز کامیون آمریکایی هرساله و یا در دوره مشخص شرکت اس‌سی‌اس بروزرسانی‌هایی در جهت بهبود کیفیت گرافیکی بصری، ایجاد منطقه و یا ایالت جدید، افزایش امکانات و تجهیزات، اضافه شدن تریلر و کامیون و تغییر و بهبود بافت شرایط آب و هوایی عرضه می‌کند.